# Pulverèiras
Pulvérières és un municipi francès situat al departament del Puèi Domat i a la regió d'Alvèrnia-Roine-Alps. L'any 2007 tenia 355 habitants.

## Demografia

### Població
El 2007 la població de fet de Pulvérières era de 355 persones. Hi havia 142 famílies de les quals 32 eren unipersonals (12 homes vivint sols i 20 dones vivint soles), 47 parelles sense fills, 47 parelles amb fills i 16 famílies monoparentals amb fills.
La població ha evolucionat segons el següent gràfic:
Habitants censats

### Habitatges
El 2007 hi havia 193 habitatges, 147 eren l'habitatge principal de la família, 37 eren segones residències i 10 estaven desocupats. 188 eren cases i 5 eren apartaments. Dels 147 habitatges principals, 116 estaven ocupats pels seus propietaris i 30 estaven llogats i ocupats pels llogaters; 4 tenien dues cambres, 19 en tenien tres, 45 en tenien quatre i 79 en tenien cinc o més. 115 habitatges disposaven pel capbaix d'una plaça de pàrquing. A 40 habitatges hi havia un automòbil i a 85 n'hi havia dos o més.

### Piràmide de població
La piràmide de població per edats i sexe el 2009 era:
| Homes | Edats   | Dones |
| ----- | ------- | ----- |
| 0     | 95 o +  | 0     |
| 0     | 90 a 94 | 4     |
| 0     | 85 a 89 | 4     |
| 8     | 80 a 84 | 0     |
| 12    | 75 a 79 | 16    |
| 16    | 70 a 74 | 8     |
| 8     | 65 a 69 | 8     |
| 16    | 60 a 64 | 12    |
| 0     | 55 a 59 | 4     |
| 8     | 50 a 54 | 0     |
| 16    | 45 a 49 | 8     |
| 12    | 40 a 44 | 8     |
| 16    | 35 a 39 | 4     |
| 16    | 30 a 34 | 12    |
| 16    | 25 a 29 | 8     |
| 4     | 20 a 24 | 0     |
| 4     | 15 a 19 | 8     |
| 4     | 10 a 14 | 4     |
| 8     | 5 a 9   | 4     |
| 4     | 0 a 4   | 4     |

## Economia
El 2007 la població en edat de treballar era de 232 persones, 182 eren actives i 50 eren inactives. De les 182 persones actives 171 estaven ocupades (104 homes i 67 dones) i 11 estaven aturades (3 homes i 8 dones). De les 50 persones inactives 17 estaven jubilades, 16 estaven estudiant i 17 estaven classificades com a «altres inactius».

### Ingressos
El 2009 a Pulvérières hi havia 154 unitats fiscals que integraven 363 persones, la mediana anual d'ingressos fiscals per persona era de 14.988 €.

### Activitats econòmiques
Dels 7 establiments que hi havia el 2007, 4 eren d'empreses de construcció, 1 d'una empresa d'hostatgeria i restauració i 2 d'empreses de serveis.
Dels 5 establiments de servei als particulars que hi havia el 2009, 1 era un guixaire pintor, 3 fusteries i 1 restaurant.
L'any 2000 a Pulvérières hi havia 30 explotacions agrícoles que ocupaven un total de 1.428 hectàrees.

## Equipaments sanitaris i escolars
El 2009 hi havia una escola elemental integrada dins d'un grup escolar amb les comunes properes formant una escola dispersa.

## Poblacions més properes
El següent diagrama mostra les poblacions més properes.